# Ehren Kruger
Ehren Kruger, född 5 oktober 1972 i Alexandria i Virginia, är en amerikansk manusförfattare och filmproducent. Han är mest känd för att ha skrivit manus till de tre första Transformers-filmerna, den japanskbaserade skräckfilmen The Ring och dess uppföljare, samt den amerikanska filmatiseringen av mangaserien Ghost in the Shell.
Kruger har blivit nominerad till en Oscar för bästa manus efter förlaga, för sitt arbete i filmen Top Gun: Maverick från 2022.

## Filmografi (i urval)
Han var manusförfattare i alla filmer om inget annat anges.
- 1999 – Arlington Road
- 2000 – Scream 3
- 2000 – Dubbelspel
- 2001 – Impostor
- 2002 – The Ring
- 2005 – The Ring 2
- 2005 – Skeleton Key
- 2007 – Bröderna Grimm
- 2007 – Blood & Chocolate (manusförfattare och exekutiv producent)
- 2009 – Transformers: De besegrades hämnd
- 2011 – Transformers: Dark of the Moon
- 2014 – Transformers: Age of Extinction
- 2017 – Ghost in the Shell
- 2019 – Dumbo (manusförfattare och producent)
- 2022 – Top Gun: Maverick
- 2025 – F1